# Montadora de Veículos Especiais Comércio Indústria e Exportação
Montadora de Veículos Especiais Comércio Indústria e Exportação Ltda. war ein brasilianischer Hersteller von Automobilen.

## Unternehmensgeschichte
Das Unternehmen aus São Paulo begann in den 1980er Jahren mit der Produktion von Automobilen. Der Markenname lautete Monta Special. In gleichen Jahrzehnt endete die Produktion.

## Fahrzeuge
Zunächst entstanden verschiedene Modelle eines Baja Bug.
1987 kam ein Baja Bug auf Basis des VW Brasília dazu. Er hatte einen falschen Kühlergrill an der Fahrzeugfront und einen Dachgepäckträger.
Im gleichen Jahr erschien mit dem MS Sport Especial ein VW-Buggy. Ein luftgekühlter Vierzylinder-Boxermotor im Heck trieb die Fahrzeuge an. An der Fahrzeugfront befanden sich vier eckige Scheinwerfer sowie erneut ein falscher Kühlergrill. Die offene Karosserie ohne Türen hatte eine Überrollvorrichtung hinter den vorderen Sitzen.